# Fred L. Metzler
Frederick Louis Metzler (Nova Iorque, 10 de janeiro de 1887 — Hollywood, 4 de novembro de 1964) foi um produtor executivo estadunidense. Ele atuou como administrador executivo e consultor da 20th Century Fox, e também como tesoureiro da Academia de Artes e Ciências Cinematográficas.

## Biografia
Metzler nasceu em Nova Iorque, e chegou a Hollywood como tesoureiro dos teatros da Fox West Coast em 1932 e três anos depois tornou-se tesoureiro da 20th Century-Fox. Em 1938 ele também se tornou gerente do estúdio em Hollywood. Ele se aposentou em 1953, mas um ano depois voltou para a empresa.
Além disso, Metzler também atuou como tesoureiro da Academia de Artes e Ciências Cinematográficas e foi diretor da Associação de Produtores de Cinema e Televisão. Em 1962 ele recebeu um Oscar honorário por sua “dedicação e serviço excepcional” para a indústria cinematográfica.
Ele foi casado com Annie Clague, e teve dois filhos, Roy e Robert, ambos executivos da indústria cinematográfica.